# Leo Lemešić
Leo Lemešić (Sinj, 8. lipnja 1908. – Split, 15. kolovoza 1978.), hrvatski nogometaš, reprezentativac, sudac, trener, izbornik i športski djelatnik.

## Igračka karijera
Sportom se počeo baviti 1921., kao 13–godišnjak, kada je sudjelovao u jednoj jedriličarskoj regati. Iste godine počeo se baviti i atletikom, a igrao je i ragbi. Nemirni duh odveo je 13-godišnjaka u HVK Gusar, gdje je u osmercu veslao i Luka Kaliterna, koji ga je doveo na „stari plac” i ubrzo postao igrač prve omladinske momčadi Hajduka, a potom je punih 16 godina nosio dres prve momčadi „bilih”, s kojima je dva puta (1927. i 1929.) osvajao državno prvenstvo. Za Hajduk je odigrao 491. utakmicu i polučio 455 zgoditaka. Deveti je igrač u povijesti »majstora s mora« po broju odigranih utakmica i drugi najbolji strijelac odmah nakon legendarnog Frane Matošića. 
U sezoni 1935., na 18 prvenstvenih utakmica polučio je 18 zgoditaka i bio najbolji strijelac lige. Odigrao je i pet utakmica za jugoslavensku reprezentaciju i postigao 3 zgoditka. Prestao je aktivnim igranjem u prosincu 1940. Međutim, drugi svjetski rat ponovo ga vraća nogometu, kada je na Visu na Dan svetog Duje 1944. ponovno obnovljen rad Hajduka, a Leo Lemešić je tada izabran u najuže klupsko vodstvo.
Statistika u Hajduku
| Natjecanje        | Nastupi | Zgoditci |
| ----------------- | ------- | -------- |
| Prvenstvo         | 179     | 109      |
| Kup               | 20      | 10       |
| Superkup          | 0       | 0        |
| Međunarodne       | 1       | 0        |
| Splitski podsavez | 27      | 51       |
| Ukupno            | 227     | 170      |
| Prijateljske      | 264     | 285      |
| Sveukupno         | 491     | 455      |

## Trenerska karijera
Pored svih zadaća Leo Lemešić je bio i dugogodišnji i to vrlo uspješni trener. Treniro je igrače NK Solina, NK Splita i prvu momčad Hajduka. Imao je zvanje športskog trenera I. razreda. Bio je dio izborničke komisije zajedno s Brunom Kneževićem i Franjom Wölflom koji su vodili hrvatsku reprezentaciju koja je pobijedila Indoneziju (5:2). Bila je to jedina međunarodna utakmica koju je hrvatska reprezentacija odigrala u vrijeme dok je bila sastavni dio Jugoslavije.

## Sudačka karijera
Nogometni sudac postao je slučajno, upravo na Visu, 13. svibnja 1944., kada je obnovljeni Hajduk odigrao svoju prvu utakmicu protiv momčadi Queen's Regiment (7:1 za Hajduk). Nije bilo suca pa je utakmicu vodio Leo Lemešić, na opće zadovoljstvo svih.
Ispit za nogometnog suca položio je 1946., a već 1948. sudio je na Olimpijskim igrama u Londonu. Glavni sudac bio je na utakmici Meksiko – Južna Koreja odigranoj 2. kolovoza 1948., a pomoćni sudac bio je na utakmici Velika Britanija – Francuska odigranoj 5. kolovoza 1948. godine. Zatim slijede Svjetska prvenstva Brazil 1950. te Švedska 1958. Na listi međunarodnih sudaca bio je punih 12 godina (od 1948. do 1960.). Ukupno je sudio 337 utakmica, dok je na 101 bio pomoćni sudac. Sudio je 12 međudržavnih i 43 klupske međunarodne utakmice. Od suđenja se oprostio u Beogradu, 12. lipnja 1960. na prvenstvenoj utakmici FK Crvena zvezda – FK Radnički Niš (5:4).
Bio je i član FIFA International Boarda, tijela koje sugerira izmjene i dopune pravila nogometne igre.
Dobitnik je mnogobrojnih nagrada, među kojima i Ordena zasluga za narod 1970.